# Сильвестр Чоллань
Сильвестр Чоллань (угор. Csollány Szilveszter, 13 квітня 1970 — 24 січня 2022) — угорський гімнаст, олімпійський чемпіон у вправах на кільцях.
Помер 24 січня 2022 від наслідків коронавірусної хвороби.